# B'Day (album của Beyoncé)
B'Day là album phòng thu thứ hai của nữ ca sĩ Beyoncé. Album được phát hành vào ngày 4 tháng 9 năm 2006 bởi các hãng đĩa Columbia Records, Music World và Sony Urban Music. Album có tổng cộng 7 đĩa đơn, bao gồm Déjà Vu, Ring the Alarm, Irreplaceable, Beautiful Liar, Amor Gitano, Get Me Bodied và Green Light.

## Thông tin album
Sau khi hoàn tất vai diễn Denna Jones trong bộ phim Dreamgirls, Knowles tiếp tục bắt tay vào album thứ hai của mình. Cô nói với MTV News: "Khi bộ phim hoàn thành, tôi đã có rất nhiều ý tưởng cho album mới của mình". Trong album này, Beyoncé đã hợp tác với nhiều nhạc sĩ như Rich Harrison, Rodney Jerkins và Sean Garrett tại một tòa nhà thu âm của Sony ở thành phố New York. Cô đồng sáng tác và đồng sản xuất gần như tất cả các bài hát trong album, album mới của cô được hoàn tất chỉ sau ba tuần.
B’Day được phát hành trên toàn thế giới vào ngày 4 tháng 9 năm 2006, 5 tháng 9 ở Hoa Kỳ để đúng vào dịp sinh nhật lần thứ 25 của cô. Album đứng đầu trên bảng xếp hạng Billboard 200, bán được hơn 541.000 bản tính riêng tại Hoa Kỳ trong tuần đầu tiên, ngay lập tức trở thành album số 1 đem về cho cô danh hiệu Album của một nữ ca sĩ có doanh số cao nhất trong tuần đầu tại Hoa Kỳ của năm 2006. B'Day được chứng nhận 3x Bạch Kim tại Hoa Kỳ bởi Recording Industry Association of America. Ở Anh, album vụt lên vị trì đầu bảng với đĩa đơn đầu tiên "Déjà Vu" hát cùng với ca sĩ nhạc rap Jay-Z. "Irreplaceable", đĩa đơn toàn cầu thứ hai và đĩa đơn thứ ba ở Hoa Kỳ của album được phát hành và tháng 10 năm 2006, vươn lên vị trì thứ nhất trên bảng xếp hạng Billboard Hot 100 trong 10 tuần liên tiếp, trở thành đĩa đơn đứng ở vị trí đầu bảng lâu nhất trong sự nghiệp solo của Knowles. Tuy là một thành công về mặt thương mại, nhưng thời gian sản xuất khá ngắn là điểm khiến album hứng chịu công kích từ giới phê bình. Album trở thành một thành công lớn của Beyoncé trong năm ấy, vượt mặt cả nữ ca sĩ nhạc Pop nổi tiếng Christina Aguilera vốn đã rất thành công trên thị trường âm nhạc. Các bảng xếp hạng âm nhạc R&B tại Hoa Kỳ và Anh Quốc tràn ngập tên của Beyoncé. Báo chí nhắc đến cô như một hiện tượng âm nhạc đối với đại bộ phận giới trẻ. Album tổng cộng giành được 6 đề cử và thắng 1 giải Grammy.
Knowles đã phát hành lại B’Day vào 3 tháng 4 năm 2007 như là một ấn bản cao cấp hơn, với 5 ca khúc mới và phiên bản tiếng Tây Ban Nha của "Irreplaceable" và "Listen". Knowles cũng phát hành đĩa DVD của album với tên gọi B'Day Anthology (Tuyển tập B'Day) bao gồm video âm nhạc của 10 bài hát trong album B'Day. Cô bắt đầu chuyến lưu diễn vòng quanh thế giới với tên gọi The Beyoncé Experience với trên 90 địa điểm. Buổi biểu diễn ở Staples Centre, Los Angeles vào ngày 2 tháng 9 năm 2007 với sự tham gia của các nghệ sĩ khách mời đặc biệt Jay-Z, Kelly Rowland và Michelle Williams - 2 thành viên còn lại của Destiny's Child - đã được thu lại và phát hành dưới dạng DVD mang tên "The Beyoncé Experience Live".
Tại đêm trao giải Grammy năm 2007, B'Day đã mang lại cho Knowles một giải thưởng Grammy là Album R&B hiện đại xuất sắc nhất. Tại lễ trao giải American Music Awards 2008 (Giải thưởng Âm nhạc Thường Niên Mỹ năm 2008), Knowles đã lập nên lịch sử khi trở thành nữ ca sĩ đầu tiên giành được giải thưởng International Artist Award (Giải thưởng Nghệ sĩ toàn cầu xuất sắc). Knowles cũng trở thành người nghệ sĩ, người mẫu không chuyên đầu tiên được xuất hiện trên bìa của tạp chí Sports Illustrated ấn phẩm đặc biệt năm 2007.

## Danh sách bài hát
| STT              | Nhan đề                         | Sáng tác                                                                                        | Sản xuất                         | Thời lượng |
| ---------------- | ------------------------------- | ----------------------------------------------------------------------------------------------- | -------------------------------- | ---------- |
| 1.               | "Déjà Vu" (hợp tác với Jay-Z)   | Beyoncé Knowles Rodney "Darkchild" Jerkins Delisha Thomas Makeba Keli Nicole Price Shawn Carter | Jerkins Knowles                  | 4:00       |
| 2.               | "Get Me Bodied"                 | Knowles Solange Knowles Kasseem "Swizz Beatz" Dean Sean Garrett Makeba Angela Beyoncé           | Dean Knowles Garrett             | 3:25       |
| 3.               | "Suga Mama"                     | Knowles Rich Harrison Makeba Chuck Middleton                                                    | Harrison Knowles                 | 3:26       |
| 4.               | "Upgrade U" (hợp tác với Jay-Z) | B. Knowles S. Knowles MK Makeba Garrett Beyincé Carter Willie Clarke Clarence Reid              | Cameron Wallace Knowles Dean [a] | 4:33       |
| 5.               | "Ring the Alarm"                | Knowles Dean Garrett                                                                            | Dean Knowles Garrett             | 3:23       |
| 6.               | "Kitty Kat"                     | Knowles Pharrell Williams Carter                                                                | The Neptunes Knowles             | 3:56       |
| 7.               | "Freakum Dress"                 | Knowles Harrison Beyincé Makeba                                                                 | Harrison Knowles                 | 3:21       |
| 8.               | "Green Light"                   | Knowles Williams Garrett                                                                        | The Neptunes Knowles             | 3:30       |
| 9.               | "Irreplaceable"                 | Knowles Mikkel S. Eriksen Tor Erik Hermansen Espen Lind Amund Bjørklund Shaffer Smith           | Stargate Knowles Smith [b]       | 3:49       |
| 10.              | "Resentment"                    | Knowles Walter "Lil Walt" Millsap III Candice "G.G" Nelson Curtis Mayfield                      | Millsap III Knowles Nelson [b]   | 4:42       |
| Tổng thời lượng: | Tổng thời lượng:                | Tổng thời lượng:                                                                                | Tổng thời lượng:                 | 38:02      |

| Bài hát bị ẩn đi | Bài hát bị ẩn đi                             | Bài hát bị ẩn đi                                  | Bài hát bị ẩn đi      | Bài hát bị ẩn đi |
| STT              | Nhan đề                                      | Sáng tác                                          | Sản xuất              | Thời lượng       |
| ---------------- | -------------------------------------------- | ------------------------------------------------- | --------------------- | ---------------- |
| 11.              | "Encore for the Fans"                        |                                                   |                       | 0:39             |
| 12.              | "Listen" (từ album nhạc phim của Dreamgirls) | Beyoncé Henry Krieger Scott Cutler Anne Preven    | The Underdogs Beyoncé | 3:38             |
| 13.              | "Get Me Bodied" (Extended Mix)               | B. Knowles S. Knowles Dean Garrett Makeba Beyincé | Dean Knowles Garrett  | 5:59             |

| Phiên bản cao cấp không có mặt tại Mỹ (bài hát bổ sung) | Phiên bản cao cấp không có mặt tại Mỹ (bài hát bổ sung) | Phiên bản cao cấp không có mặt tại Mỹ (bài hát bổ sung) | Phiên bản cao cấp không có mặt tại Mỹ (bài hát bổ sung) | Phiên bản cao cấp không có mặt tại Mỹ (bài hát bổ sung) |
| STT                                                     | Nhan đề                                                 | Sáng tác                                                | Sản xuất                                                | Thời lượng                                              |
| ------------------------------------------------------- | ------------------------------------------------------- | ------------------------------------------------------- | ------------------------------------------------------- | ------------------------------------------------------- |
| 11.                                                     | "Check on It" (hợp tác với Bun B và Slim Thug)          | Knowles Dean Garrett Beyincé Stayve Thomas              | Dean Knowles                                            | 3:30                                                    |

| Bản tặng kèm trên iTunes Store | Bản tặng kèm trên iTunes Store | Bản tặng kèm trên iTunes Store | Bản tặng kèm trên iTunes Store | Bản tặng kèm trên iTunes Store |
| STT                            | Nhan đề                        | Sáng tác                       | Sản xuất                       | Thời lượng                     |
| ------------------------------ | ------------------------------ | ------------------------------ | ------------------------------ | ------------------------------ |
| 11.                            | "Lost Yo Mind"                 | Knowles Dean Garrett           | Dean Knowles Garrett           | 3:47                           |

| Phiên bản tại Nhật Bản | Phiên bản tại Nhật Bản | Phiên bản tại Nhật Bản |
| STT                    | Nhan đề                | Thời lượng             |
| ---------------------- | ---------------------- | ---------------------- |
| 11.                    | "Creole"               | 3:52                   |

| Phiên bản tại Circuit City | Phiên bản tại Circuit City | Phiên bản tại Circuit City                                                     | Phiên bản tại Circuit City |
| STT                        | Nhan đề                    | Sáng tác                                                                       | Thời lượng                 |
| -------------------------- | -------------------------- | ------------------------------------------------------------------------------ | -------------------------- |
| 11.                        | "Back Up"                  | Anesha Birchett LaShawn Daniels Fred Jenkins III Rodney Jerkins Delisha Thomas | 3:27                       |

| Phiên bản bổ sung tại New Zealand iTunes Store | Phiên bản bổ sung tại New Zealand iTunes Store | Phiên bản bổ sung tại New Zealand iTunes Store | Phiên bản bổ sung tại New Zealand iTunes Store | Phiên bản bổ sung tại New Zealand iTunes Store |
| STT                                            | Nhan đề                                        | Sáng tác                                       | Sản xuất                                       | Thời lượng                                     |
| ---------------------------------------------- | ---------------------------------------------- | ---------------------------------------------- | ---------------------------------------------- | ---------------------------------------------- |
| 16.                                            | "Lost Yo Mind"                                 | Knowles Dean Garrett                           | Dean Knowles Garrett                           | 3:47                                           |

| Phiên bản tại cửa hàng Amazon tại châu Âu (video bổ sung) / iTunes Store | Phiên bản tại cửa hàng Amazon tại châu Âu (video bổ sung) / iTunes Store | Phiên bản tại cửa hàng Amazon tại châu Âu (video bổ sung) / iTunes Store |
| STT                                                                      | Nhan đề                                                                  | Thời lượng                                                               |
| ------------------------------------------------------------------------ | ------------------------------------------------------------------------ | ------------------------------------------------------------------------ |
| 14.                                                                      | "Déjà Vu" (hợp tác với Jay-Z) (video âm nhạc)                            | 4:01                                                                     |
| 15.                                                                      | "Behind the Scenes With Beyoncé"                                         | 17:39                                                                    |

### Phiên bản cao cấp
Tại Bắc Mỹ
| B'Day (phiên bản cao cấp) | B'Day (phiên bản cao cấp)                         | B'Day (phiên bản cao cấp)                                                  | B'Day (phiên bản cao cấp)                      | B'Day (phiên bản cao cấp) |
| STT                       | Nhan đề                                           | Sáng tác                                                                   | Sản xuất                                       | Thời lượng                |
| ------------------------- | ------------------------------------------------- | -------------------------------------------------------------------------- | ---------------------------------------------- | ------------------------- |
| 1.                        | "Beautiful Liar" (hợp tác với Shakira)            | Knowles, Eriksen, Hermansen, Amanda Ghost, Ian Dech                        | Stargate, Knowles, Shakira, Eduardo Cabra      | 3:19                      |
| 2.                        | "Irreplaceable"                                   | Knowles, Smith, Eriksen, Hermansen, Lind, Bjørklund                        | Stargate, Ne-Yo                                | 3:47                      |
| 3.                        | "Green Light"                                     | Knowles, Williams, Garrett                                                 | The Neptunes                                   | 3:30                      |
| 4.                        | "Kitty Kat"                                       | Knowles, Williams, Carter                                                  | The Neptunes                                   | 3:55                      |
| 5.                        | "Welcome to Hollywood"                            | Knowles, Carter, Reggie Perry, Smith                                       | Syience, Knowles                               | 3:18                      |
| 6.                        | "Upgrade U" (hợp tác với Jay-Z)                   | B. Knowles, MK, Makeba, Garrett, Beyincé, Carter, Clarke, Reid, S. Knowles | Swizz Beatz, Cameron Wallace                   | 4:32                      |
| 7.                        | "Flaws and All"                                   | Knowles, Smith, Robert Shea Taylor, S. Knowles                             | Shea Taylor, Knowles                           | 4:08                      |
| 8.                        | "Get Me Bodied" (Extended Mix)                    | B. Knowles, Dean, Garrett, Makeba, Beyincé, S. Knowles                     | Sean Garrett, Swizz Beatz                      | 6:18                      |
| 9.                        | "Still in Love (Kissing You)" (thay thế cho "If") | Knowles, Desree Weekes, Timothy Atack                                      | Knowles, Nellee Hooper                         | 3:18                      |
| 10.                       | "Freakum Dress"                                   | Knowles, Harrison, Makeba                                                  | Rich Harrison                                  | 3:20                      |
| 11.                       | "Suga Mama"                                       | Knowles, Harrison, Makeba, Middleton                                       | Rich Harrison                                  | 3:24                      |
| 12.                       | "Déjà Vu" (hợp tác với Jay-Z)                     | Knowles, Jerkins, Thomas, Makeba, Price, Carter                            | Rodney "Darkchild" Jerkins                     | 4:00                      |
| 13.                       | "Ring the Alarm"                                  | Knowles, Dean, Garrett                                                     | Swizz Beatz                                    | 3:23                      |
| 14.                       | "Resentment"                                      | Knowles, Walter W. Millsap III, Candice C. Nelson, Curtis Mayfield         | Walter W. Millsap III, Beyoncé, Candice Nelson | 4:40                      |
| 15.                       | "Listen" (from the Motion Picture Dreamgirls)     | Knowles, Henry Krieger, Scott Cutler, Anne Preven                          | The Underdogs                                  | 3:38                      |
| 16.                       | "World Wide Woman" (bài hát bị ẩn đi)             | Knowles, Makeba, Beyincé, Lashawn Daniels, Jerkins, Garrett                |                                                | 3:41                      |

Phiên bản cao cấp tiêu chuẩn
| CD: B'Day | CD: B'Day                                      | CD: B'Day                                                            | CD: B'Day                                      | CD: B'Day  |
| STT       | Nhan đề                                        | Sáng tác                                                             | Sản xuất                                       | Thời lượng |
| --------- | ---------------------------------------------- | -------------------------------------------------------------------- | ---------------------------------------------- | ---------- |
| 1.        | "Beautiful Liar" (với Shakira)                 | Knowles, Eriksen, Hermansen, Amanda Ghost, Ian Dech                  | StarGate, Knowles, Shakira, Eduardo Cabra      | 3:19       |
| 2.        | "Irreplaceable"                                | Knowles, Smith, Eriksen, Hermansen, Lind, Bjørklund                  | StarGate, Ne-Yo                                | 3:47       |
| 3.        | "Green Light"                                  | Knowles, Williams, Garrett                                           | The Neptunes                                   | 3:30       |
| 4.        | "Kitty Kat"                                    | Knowles, Williams, Carter                                            | The Neptunes                                   | 3:55       |
| 5.        | "Welcome to Hollywood" (hợp tác với Jay-Z)     | Knowles, Carter, Reggie Perry, Smith                                 | Syience, Beyoncé                               | 3:18       |
| 6.        | "Upgrade U" (hợp tác với Jay-Z)                | Knowles, MK, Makeba, Garrett, Beyincé, Carter, Clarke, Reid, Knowles | Swizz Beatz, Cameron Wallace                   | 4:32       |
| 7.        | "Flaws and All"                                | B. Knowles, Smith, Robert Shea Taylor, S. Knowles                    | Shea Taylor, Knowles                           | 4:08       |
| 8.        | "If"                                           |                                                                      |                                                | 3:19       |
| 9.        | "Get Me Bodied" (Extended Mix)                 | Knowles, Dean, Garrett, Makeba, Beyincé, S. Knowles                  | Sean Garrett, Swizz Beatz                      | 6:18       |
| 10.       | "Freakum Dress"                                | Knowles, Harrison, Makeba                                            | Rich Harrison                                  | 3:20       |
| 11.       | "Suga Mama"                                    | Knowles, Harrison, Makeba, Middleton                                 | Rich Harrison                                  | 3:24       |
| 12.       | "Déjà Vu" (hợp tác với Jay-Z)                  | Knowles, Jerkins, Thomas, Makeba, Price, Carter                      | Rodney "Darkchild" Jerkins                     | 4:00       |
| 13.       | "Ring the Alarm"                               | Knowles, Dean, Garrett                                               | Swizz Beatz                                    | 3:23       |
| 14.       | "Resentment"                                   | Knowles, Walter W. Millsap III, Candice C. Nelson, Curtis Mayfield   | Walter W. Millsap III, Beyoncé, Candice Nelson | 4:40       |
| 15.       | "Listen" (từ album nhạc phim Dreamgirls)       | Knowles, Henry Krieger, Scott Cutler, Anne Preven                    | The Underdogs                                  | 3:38       |
| 16.       | "World Wide Woman"                             | Knowles, Makeba, Beyincé, Lashawn Daniels, Jerkins, Garrett          | Rodney "Darkchild" Jerkins                     | 3:41       |
| 17.       | "Check on It" (hợp tác với Bun B và Slim Thug) | Knowles, Dean, Garrett, Beyincé, Thomas                              | Swizz Beatz, Knowles                           | 3:30       |
| 18.       | "Amor Gitano" (với Alejandro Fernández)        | Knowles, Jaime Flores, Reyli Barba                                   | Rudy Perez, Knowles                            | 3:48       |
| 19.       | "Beautiful Liar" (Remix) (với Shakira)         | Knowles, Eriksen, Hermansen, Ghost, Dech                             | Stargate, Knowles, Shakira, Eduardo Cabra      | 3:00       |
| 20.       | "Creole" (iTunes Store bonus)                  |                                                                      |                                                | 3:53       |

| Phiên bản tại Nhật Bản | Phiên bản tại Nhật Bản                         | Phiên bản tại Nhật Bản |
| STT                    | Nhan đề                                        | Thời lượng             |
| ---------------------- | ---------------------------------------------- | ---------------------- |
| 16.                    | "Check on It" (hợp tác với Bun B và Slim Thug) | 3:30                   |
| 17.                    | "Creole"                                       | 3:52                   |
| 18.                    | "World Wide Woman"                             | 3:41                   |

| Phiên bản tại khu vực Mỹ-Latin | Phiên bản tại khu vực Mỹ-Latin          | Phiên bản tại khu vực Mỹ-Latin |
| STT                            | Nhan đề                                 | Thời lượng                     |
| ------------------------------ | --------------------------------------- | ------------------------------ |
| 17.                            | "Amor Gitano" (với Alejandro Fernández) | 3:48                           |
| 18.                            | "Irreplaceable (Irreemplazable)"        | 3:48                           |
| 19.                            | "Listen (Oye)"                          | 3:41                           |
| 20.                            | "Beautiful Liar (Bello Embustero)"      | 3:20                           |

| DVD: B'Day Anthology Video Album | DVD: B'Day Anthology Video Album                | DVD: B'Day Anthology Video Album | DVD: B'Day Anthology Video Album |
| STT                              | Nhan đề                                         | Đạo diễn                         | Thời lượng                       |
| -------------------------------- | ----------------------------------------------- | -------------------------------- | -------------------------------- |
| 1.                               | "Beautiful Liar" (với Shakira)                  | Jake Nava, Beyoncé               | 3:34                             |
| 2.                               | "Irreplaceable"                                 | Anthony Mandler                  | 4:17                             |
| 3.                               | "Kitty Kat"                                     | Melina Matsoukas, Beyoncé        | 1:03                             |
| 4.                               | "Green Light"                                   | Matsoukas                        | 3:31                             |
| 5.                               | "Upgrade U" (với Jay-Z)                         | Matsoukas, Beyoncé               | 4:38                             |
| 6.                               | "Flaws and All"                                 | Cliff Watts, Beyoncé             | 4:14                             |
| 7.                               | "Get Me Bodied" (Extended Mix)                  | Mandler, Beyoncé                 | 6:42                             |
| 8.                               | "Freakum Dress"                                 | Ray Kay, Beyoncé                 | 3:21                             |
| 9.                               | "Suga Mama"                                     | Matsoukas, Beyoncé               | 3:37                             |
| 10.                              | "Déjà Vu" (với Jay-Z)                           | Sophie Muller                    | 4:06                             |
| 11.                              | "Ring the Alarm"                                | Muller                           | 3:33                             |
| 12.                              | "Listen"                                        | Diane Martel                     | 3:49                             |
| 13.                              | "Still in Love (Kissing You)" (đã bỏ phần cuối) | Watts, Beyoncé                   | 4:41                             |
| 14.                              | "Credits"                                       |                                  | 0:51                             |
| 15.                              | "Behind the Scenes"                             | Ed Burke                         | 17:39                            |

## Xếp hạng
| Chart (2006)                    | Peak position |
| ------------------------------- | ------------- |
| Australian Albums Chart         | 8             |
| Austrian Albums Chart           | 13            |
| Belgian Albums Chart (Flanders) | 7             |
| Belgian Albums Chart (Wallonia) | 12            |
| Canadian Albums Chart           | 3             |
| Danish Albums Chart             | 8             |
| Dutch Albums Chart              | 5             |
| European Top 100 Albums         | 3             |
| Finnish Albums Chart            | 23            |
| French Albums Chart             | 12            |
| German Albums Chart             | 5             |
| Greek Albums Chart              | 3             |
| Hungarian Albums Chart          | 22            |
| Irish Albums Chart              | 3             |
| Italian Albums Chart            | 10            |
| Japanese Albums Chart           | 4             |
| Mexican Albums Chart            | 6             |
| New Zealand Albums Chart        | 8             |
| Norwegian Albums Chart          | 6             |
| Polish Albums Chart             | 33            |
| Portuguese Albums Chart         | 8             |
| Scottish Albums Chart           | 9             |
| Spanish Albums Chart            | 5             |
| Swedish Albums Chart            | 15            |
| Swiss Albums Chart              | 2             |
| UK Albums Chart                 | 3             |
| US Billboard 200                | 1             |
| US Top R&B/Hip-Hop Albums       | 1             |

| Bảng xếp hạng (2014) | Vị trí cao nhất |
| -------------------- | --------------- |
| Polish Albums Chart  | 29              |

| Bảng xếp hạng (2006)          | Vị trí |
| ----------------------------- | ------ |
| Australian Urban Albums Chart | 13     |
| Dutch Albums Chart            | 84     |
| French Albums Chart           | 199    |
| Japanese Albums Chart         | 55     |
| Swiss Albums Chart            | 96     |
| UK Albums Chart               | 62     |
| US Billboard 200              | 38     |
| US Top R&B/Hip-Hop Albums     | 8      |
| Worldwide                     | 6      |
| Bảng xếp hạng (2007)          | Vị trí |
| Australian Urban Albums Chart | 13     |
| Dutch Albums Chart            | 84     |
| French Albums Chart           | 143    |
| Mexico Albums Chart           | 62     |
| Mexico English Albums Chart   | 16     |
| Swiss Albums Chart            | 82     |
| UK Albums Chart               | 140    |
| US Billboard 200              | 11     |
| US Top R&B/Hip-Hop Albums     | 6      |
| Worldwide                     | 38     |
| Bảng xếp hạng (2008)          | Vị trí |
| US Billboard 200              | 170    |
| US Top R&B/Hip-Hop Albums     | 85     |

| Bảng xếp hạng (2000–09) | Vị trí |
| ----------------------- | ------ |
| US Billboard 200        | 133    |

## Chứng nhận
| Khu vực        | Chứng nhận          |
| -------------- | ------------------- |
| Australia      | Bạch kim            |
| Belgium        | Vàng                |
| Canada         | Bạch kim            |
| Denmark        | Vàng                |
| Europe         | Bạch kim            |
| France         | Vàng                |
| Germany        | Vàng                |
| Greece         | Vàng                |
| Hungary        | Vàng                |
| Ireland        | 3× Bạch kim         |
| Japan          | Bạch kim (standard) |
| Japan          | Vàng (deluxe)       |
| Mexico         | Vàng                |
| New Zealand    | Bạch kim            |
| Portugal       | Vàng                |
| Romania        | Vàng                |
| Russia         | 3× Bạch kim         |
| Spain          | Vàng                |
| Switzerland    | Vàng                |
| United Kingdom | Bạch kim (standard) |
| United Kingdom | Vàng (deluxe)       |
| United States  | 3× Bạch kim         |

## Giải thưởng và đề cử
| Giải thưởng                      | Năm  | Đề cử cho         | Đề mục                             | kết quả   |
| -------------------------------- | ---- | ----------------- | ---------------------------------- | --------- |
| American Music Awards            | 2007 | B'Day             | Favorite Album for Soul/R&B        | Đề cử     |
| BET Awards                       | 2006 | "Check on It"     | Best Duet/Collaboration            | Đề cử     |
| BET Awards                       | 2006 | "Check on It"     | Video of the Year                  | Đề cử     |
| BET Awards                       | 2007 | "Irreplaceable"   | Viewers Choice Award               | Đề cử     |
| BET Awards                       | 2007 | "Irreplaceable"   | Video of The Year                  | Đoạt giải |
| BET Awards                       | 2007 | "Beautiful Liar"  | Video of The Year                  | Đề cử     |
| BET Awards                       | 2007 | "Déjà Vu"         | Best Collaboration                 | Đề cử     |
| BET Awards                       | 2007 | "Upgrade U"       | Best Collaboration                 | Đề cử     |
| Grammy Awards                    | 2007 | B'Day             | Best Contemporary R&B Album        | Đoạt giải |
| Grammy Awards                    | 2007 | "Ring the Alarm"  | Best Female R&B Vocal Performance  | Đề cử     |
| Grammy Awards                    | 2007 | "Déjà Vu"         | Best R&B Song                      | Đề cử     |
| Grammy Awards                    | 2007 | "Déjà Vu"         | Best Rap/Sung Collaboration        | Đề cử     |
| Grammy Awards                    | 2008 | "Irreplaceable"   | Record of the Year                 | Đề cử     |
| Grammy Awards                    | 2008 | "Beautiful Liar"  | Best Pop Collaboration with Vocals | Đề cử     |
| International Dance Music Awards | 2007 | "Déjà Vu"         | Best R&B/Urban Dance Track         | Đề cử     |
| International Dance Music Awards | 2007 | "Déjà Vu"         | Best Pop Dance Track               | Đề cử     |
| Ivor Novello Awards              | 2008 | "Beautiful Liar"  | Best-Selling British Single        | Đoạt giải |
| Latin Grammy Awards              | 2007 | "Bello Embustero" | Record of the Year                 | Đề cử     |
| Music of Black Origin Awards     | 2006 | "Déjà Vu"         | Best Song                          | Đoạt giải |
| Music of Black Origin Awards     | 2006 | "Déjà Vu"         | Best Video                         | Đoạt giải |
| MTV Europe Music Awards          | 2007 | "Beautiful Liar"  | Most Addictive Track               | Đề cử     |
| MTV Music Video Awards           | 2006 | "Check on It"     | Best R&B Video                     | Đoạt giải |
| MTV Music Video Awards           | 2007 | "Irreplaceable"   | Video of the Year                  | Đề cử     |
| MTV Music Video Awards           | 2007 | "Irreplaceable"   | Best Female Video                  | Đề cử     |
| MTV Music Video Awards           | 2007 | "Beautiful Liar"  | Best Female Video                  | Đề cử     |
| MTV Music Video Awards           | 2007 | "Beautiful Liar"  | Most Earthshattering Collaboration | Đoạt giải |
| MTV Music Video Awards           | 2007 | "Beautiful Liar"  | Best Direction                     | Đề cử     |
| MTV Music Video Awards           | 2007 | "Beautiful Liar"  | Best Editing                       | Đề cử     |
| MTV Music Video Awards           | 2007 | "Beautiful Liar"  | Best Choreography                  | Đề cử     |
| MTV Video Music Awards Japan     | 2008 | "Beautiful Liar"  | Best Collaboration                 | Đề cử     |
| NAACP Image Awards               | 2007 | B'Day             | Outstanding Album                  | Đề cử     |
| NAACP Image Awards               | 2007 | "Irreplaceable"   | Outstanding Song                   | Đề cử     |
| NAACP Image Awards               | 2007 | "Irreplaceable"   | Outstanding Music Video            | Đề cử     |
| NAACP Image Awards               | 2008 | "Beautiful Liar"  | Outstanding Music Video            | Đề cử     |
| Nickelodeon Kids' Choice Awards  | 2007 | "Irreplaceable"   | Favorite Song                      | Đoạt giải |
| OVMA                             | 2007 | "Beautiful Liar"  | Best Choreography in a Video       | Đoạt giải |
| People's Choice Awards           | 2008 | "Irreplaceable"   | Favorite Pop Song                  | Đề cử     |
| People's Choice Awards           | 2008 | "Beautiful Liar"  | Favorite R&B Song                  | Đề cử     |
| Soul Train Music Awards          | 2007 | B'Day             | Best Female R&B/Soul Album         | Đề cử     |
| Soul Train Music Awards          | 2007 | "Irreplaceable"   | Best R&B/Soul Single, Female       | Đoạt giải |
| Soul Train Music Awards          | 2007 | "Irreplaceable"   | Best R&B/Soul or Rap Music Video   | Đề cử     |
| The Record of the Year           | 2007 | "Beautiful Liar"  | Record of the Year                 | Đề cử     |
| VH1 Soul Vibe Awards             | 2007 | "Irreplaceable"   | Song of the Year                   | Đề cử     |
| VH1 Soul Vibe Awards             | 2007 | "Get Me Bodied"   | Video of the Year                  | Đề cử     |
| World Music Awards               | 2006 | B'Day             | World's Best-Selling R&B Artist    | Đoạt giải |